# Expédition Transglobe
L’expédition Transglobe est une expédition polaire ayant pour objectif de réussir la première navigation circumpolaire, soit le tour du monde en passant par les pôles terrestres.

## L'expédition
Parti de Greenwich, Royaume-Uni, l'équipe de Ranulph Fiennes, Oliver Shepard et Charles R. Burton a atteint le pôle Sud le 17 décembre 1980 et le 11 avril 1982, elle a atteint le pôle Nord. Le 29 août 1982, l'équipe était de nouveau à Greenwich.
Ginny Fiennes est à l'origine de l'expédition.